# Heimbuchenthal
Heimbuchenthal település Németországban, azon belül Bajorországban. Lakosainak száma 2218 fő (2023. december 31.). Heimbuchenthal Rohrbrunner Forst, Mespelbrunn és Dammbach községekkel határos.

## Népesség
A település népessége az elmúlt években az alábbi módon változott:
| Lakosok száma | 814  | 1489 | 2008 | 2106 | 2141 | 2180 | 2186 | 2186 | 2214 | 2218 |
|               | 1875 | 1950 | 1975 | 1987 | 2012 | 2014 | 2016 | 2017 | 2021 | 2023 |